# Friedrich III. zu Castell
Friedrich III. Graf und Herr zu Castell (auch Friedrich IV.; † um 1376 in Großlangheim) war von 1349 bis zu seinem Tod Herrscher der Grafschaft Castell. Er teilte sich die Herrschaft mit seinem Halbbruder Hermann.

## Die Grafschaft vor Friedrich III.
Das einschneidende Ereignis des 13. Jahrhunderts in der Grafschaft Castell war die Linienspaltung der Jahre 1265/1267. Vorausgegangen war ein Streit zwischen den Brüdern Heinrich II. und Hermann I. zu Castell. Nach dem Tod der beiden Linienbegründer kamen die Söhne Friedrich, vom Oberschloss, sowie Hermann II., der letzte der Linie Unterschloss, an die Regierung. Friedrich II. erweiterte die Lehen, die vom Würzburger Hochstift an die Grafschaft vergeben wurden.

## Leben
Erstmals genannt wurde Friedrich III. im Jahr 1342. Er war der Sohn von Friedrich II. zu Castell und seiner zweiten Frau. Der Name der Mutter wird in den Quellen nicht erwähnt. Lediglich der Halbbruder Hermann findet Erwähnung. Friedrich war vor seinem Amtsantritt Domkapitular. Ab 1349 übernahm er, zusammen mit seinem Halbbruder, die Regierung über die Grafschaft. Nach dem Tod von Hermann wurde er Landrichter in Nürnberg. Friedrich III. starb um das Jahr 1376.

## Ehe und Nachkommen
Friedrich ehelichte Gräfin Adelheid von Nassau, das Datum der Eheschließung ist in den Quellen nicht genannt. Lediglich der Sohn und Nachfolger Leonhard wird in den Quellen genannt. Der andere Sohn, Albrecht, starb sehr jung.
- Leonhard († um 1426)
- Albrecht